# Нуну Борхес
Нуну Мігел Олівейра Борхес або просто Нуну Борхес (порт. Nuno Miguel Oliveira Borges / Nuno Borges; нар. 31 березня 1988, Агуалва-Касень, Португалія) — португальський та кабовердійський футболіст, півзахисник клубу португальського клубу «Каша Піа» та національної збірної Кабо-Верде.

## Клубна кар'єра
Народився в місті Агуалва-Касень. Футболом розпочав займатися 1998 року в «Атлетіку» (Касень), звідки 2005 року перебрався до молодіжної команди «Фаренсе». Однак проявити себе в команді не зміг. З 2006 по 2015 рік виступав за скромні нижчолігові португальські клуби «Салгадуш», «Неграїш» та «Ігрея-Нова».
На початку липня 2015 року підписав контракт з «Сакавененсі». На професіональному рівні дебютував 23 серпня 2015 року в нічийному (2:2) домашньому поєдинку 1-го туру групи G чемпіонату Португалії (на той час — третій дивізіон) поєдинку проти «Реалу». Нуну вийшов на поле на 59-й хвилині, замінивши Даніеля Грегга. Першим голом у професіональному футболі відзначився 21 лютого 2016 року на 65-й хвилині нічийного (2:2) поєдинку групи G чемпіонату Португалії (плей-оф на вибування) проти «Сінтренсе». Борхес вийшов на поле в стартовому складі та відіграв увесь матч. У команді відіграв два з половиною сезони, за цей час у чемпіонаті Португалії провів 72 матчі (12 голів).
29 січня 2018 року повернувся до «Фаренсе». У футболці нової команди дебютував 11 лютого 2018 року в переможному (4:1) домашньому поєдинку 20-го туру чемпіонату Португалії проти «Ештрела» (Вендаш-Новаш). Нуну вийшов на поле в стартовому складі та відіграв увесь матч. Першим голом за «Фаренсе» відзначився 6 травня 2018 року на 86-й хвилині переможного (3:2) виїзного поєдинку 2-го туру чемпіонату Португалії проти «Фелгейраша». Боргеш вийшов на поле в стартовому складі та відіграв увесь матч. За півтора сезони в чемпіонатах Португалії зіграв 40 матчів та відзначився 3-ма голами.
На початку липня 2019 року перебрався в «Насіунал». У футболці фуншалського клубу 10 серпня 2019 року в переможному (3:0) домашньому поєдинку 1-го туру Сегунда-Ліги проти «Шавеша». Нуну вийшов на поле на 84-й хвилині, замінивши Рубена Мікаеля. В еліті португальського футболу дебютував 19 вересня 2020 року в нічийному (3:3) домашньому поєдинку 1-го туру проти «Боавішти». Нуну вийшов на полее в стартовому складі та відіграв увесь матч. Єдиним голом за «Насіунал» відзначився 17 жовтня 2020 року на 86-й хвилині програного (1:2) виїзного поєдинку 4-го туру Прімейра-Ліги проти «Браги». Боргеш вийшов на поле в стартовому складі та відіграв увесь матч. За два сезони, проведені в «Насіуналі», зіграв 40 матчів (1 гол) у чемпіонатах Португалії та 3 матчі в кубку Португалії. 
На початку липня 2021 року став гравцем «Каша Пії». У складі нового клубу дебютував 21 серпня 2021 року в програному (0:1) виїзному поєдинку 3-го туру Сегунда-Ліги проти «Пенафеля». Борхес вийшов на поле на 76-й хвилині, замінивши Зака Муската.

## Кар'єра в збірній
У футболці національної збірної Кабо-Верде дебютував 3 червня 2018 року в нічийному (0:0 та переможному 4:3 у серії пенальті) поєдинку проти Андорри.
Опинився в списку гравців, які поїхали на кубок африканських націй 2021 року.

## Статистика виступів

### У збірній
| Дата     | Місто | Господарі | Результат | Гості      | Турнір                                    | Голи | Примітки |
| -------- | ----- | --------- | --------- | ---------- | ----------------------------------------- | ---- | -------- |
| 9-1-2022 | Яунде | Ефіопія   | 0 – 1     | Кабо-Верде | Кубок африканських націй 2021 - 1-й раунд | -    |          |
| Усього   |       | Матчів    | 1         |            | Голів                                     | 0    |          |